# Bryon Wilson
Bryon Wilson (* 7. April 1988) ist ein amerikanischer Freestyle-Skifahrer. Er gewann bei den Olympischen Winterspielen 2010 die Bronzemedaille auf der Buckelpiste. Im FIS-Weltcup startete er das erste Mal am 24. Februar 2007 und erreichte bisher vier Podiumsplatzierungen.

## Erfolge

### Olympische Spiele
- 2010 Vancouver: 3. Moguls

### Weltmeisterschaften
- Voss 2013: 10. Moguls, 31. Dual Moguls

### Weltcup
- Saison 2009/10: 5. Moguls-Weltcup
- Saison 2012/13: 10. Moguls-Weltcup
- Saison 2014/15: 10. Moguls-Weltcup
- 4 Podestplätze, davon 1 Sieg

### Weitere Erfolge
- 2007 Juniorenweltmeister Moguls
- 2009 US-amerikanischer Meister